# Onur Nasuhoğulları
Onur Nasuhoğulları (* 15. August 1983 in Izmir) ist ein türkischer Fußballspieler, der für Kartalspor spielt.

## Karriere

### Verein
Nasuhoğulları begann mit dem Vereinsfußball in der Jugend des Vereins Gençlik & Spor İL Müdürlüğü SK und wechselte 1999 in die Jugend von Altay Izmir. Hier erhielt er 2003 einen Profivertrag, spielte weiterhin überwiegend für die Reservemannschaft und machte nur fünf Ligaspiele. Die nächsten zwei Spielzeiten kam er als Ergänzungsspieler regelmäßig zum Einsatz.
2005 wechselte er zum Ligakonkurrenten Sakaryaspor Mit dieser Mannschaft schaffte er zum Saisonende den Relegationssieg und damit den Aufstieg in die Süper Lig. Zum Saisonende wurde Nasuhoğulları für die nächsten zwei Jahre an den Zweitligisten Karşıyaka SK ausgeliehen. Anschließend spielte er eine Spielzeit für den mittlerweile wieder zweitklassigen Sakaryaspor. Im Sommer 2008 wechselte er zu seinem alten Verein Altay Izmir und spielte hier weitere zwei Jahre.
2008 ging er zum nordtürkischen Zweitligisten Giresunspor. Nachdem dieser Verein zum Sommer 2012 den Klassenerhalt verpasst hatte, verließ er diesen Verein.
Im Sommer 2012 wechselte er dann zum Istanbuler Zweitligisten Kartalspor.

## Erfolge
- Sakaryaspor:
  - Play-off-Sieger der TFF 1. Lig: 2005/06
  - Aufstieg in die Süper Lig: 2005/06